# 메추라기뜸부기

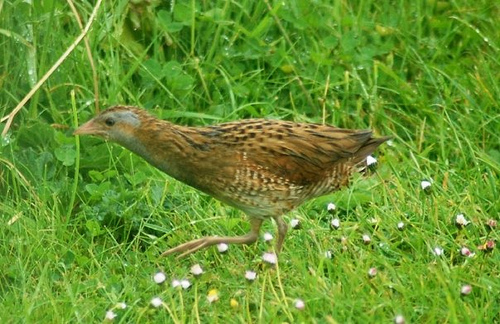

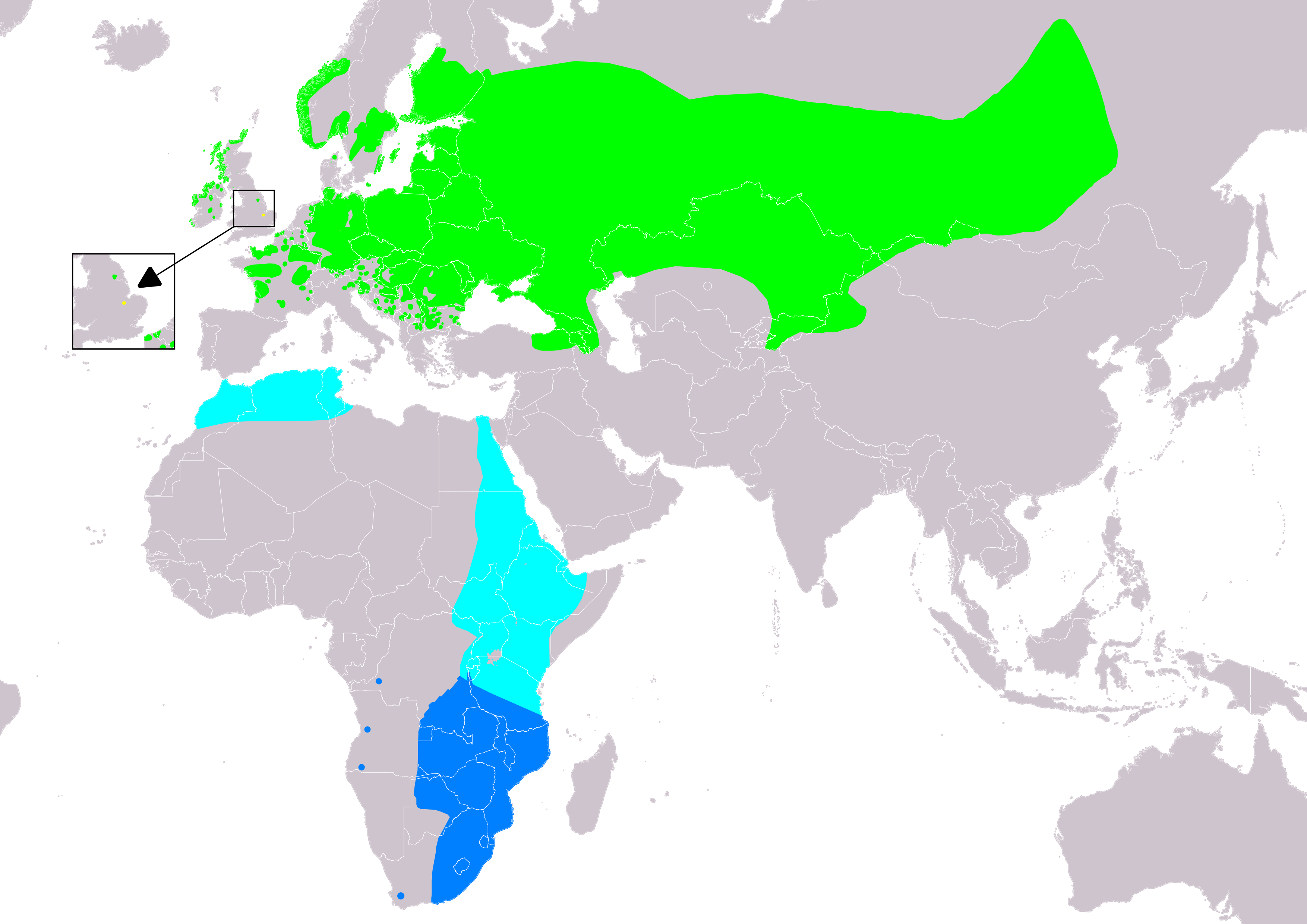
분포 지역

메추라기뜸부기(corn crake, corncrake, landrail, 학명: Crex crex)는 뜸부기과의 새이다. 유럽과 아시아에 살며 북반구 겨울을 나기 위해 아프리카로 이주한다. 크기가 보통은 뜸부기이며 윗쪽은 담황색이고 날개는 밤색이다. 튼튼한 부리는 살색이며 홍채는 창백한 갈색이며 다리는 창백한 회색이다. 아종은 없다.
이 새는 서유럽에서 개체수가 급감하고 있으나 러시아와 카자흐스탄의 개체수가 안정적이기 때문에 IUCN 적색 목록의 최소관심종으로 분류되어 있다.